# Canton du Puy-en-Velay-1
Le canton du Puy-en-Velay-1 est une circonscription électorale française du département de la Haute-Loire.

## Histoire
Un nouveau découpage territorial de la Haute-Loire entre en vigueur à l'occasion des premières élections départementales suivant le décret du 17 février 2014. Les conseillers départementaux sont, à compter de ces élections, élus au scrutin majoritaire binominal mixte. Les électeurs de chaque canton élisent au Conseil départemental, nouvelle appellation du Conseil général, deux membres de sexe différent, qui se présentent en binôme de candidats. Les conseillers départementaux sont élus pour 6 ans au scrutin binominal majoritaire à deux tours, l'accès au second tour nécessitant 12,5 % des inscrits au 1er tour. En outre la totalité des conseillers départementaux est renouvelée. Ce nouveau mode de scrutin nécessite un redécoupage des cantons dont le nombre est divisé par deux avec arrondi à l'unité impaire supérieure si ce nombre n'est pas entier impair, assorti de conditions de seuils minimaux. Dans la Haute-Loire, le nombre de cantons passe ainsi de 35 à 19.
Le canton du Puy-en-Velay-1 est formé d'une fraction du Puy-en-Velay et de communes des anciens cantons du Puy-en-Velay-Ouest (2 communes) et du Puy-en-Velay-Sud-Ouest (1 commune). Il est entièrement inclus dans l'arrondissement du Puy-en-Velay. Le bureau centralisateur est situé au Puy-en-Velay.

## Représentation
| Période élective | Période élective | Mandat | Mandat   | Identité           | Nuance | Nuance | Qualité |
| ---------------- | ---------------- | ------ | -------- | ------------------ | ------ | ------ | --- |
| 2015             | 2021             | 2015   | 2021     | Marc Boléa         |        | DVC    | maire-adjoint à Vals-près-le-Puy chargé des travaux jusqu'en 2020 Ancien conseiller général du Canton du Puy-en-Velay-Sud-Ouest (2008-2015) |
| 2015             | 2021             | 2015   | 2021     | Christiane Mosnier |        | UDI    | maire adjointe à Espaly-Saint-Marcel, chargée des questions enfance, jeunesse et vie associative, maire depuis 2020 Vice-présidente du Conseil départemental chargée de l’enfance et de la famille Ancienne conseillère générale du Canton du Puy-en-Velay-Ouest (2009-2015) |
| 2021             | 2028             | 2021   | en cours | Michel Chapuis     |        | UDI    | Éducateur, ancien conseiller régional Maire du Puy-en-Velay |
| 2021             | 2028             | 2021   | en cours | Christiane Mosnier |        | UDI    | Conseillère sortante |

### Résultats détaillés

#### Élections de mars 2015
À l'issue du 1er tour des élections départementales de 2015, deux binômes sont en ballotage : Marc Bolea et Christiane Mosnier (Union de la Droite, 46,12 %) et Celline Gacon et Grégoire Potton (Union de la Gauche, 26,54 %). Le taux de participation est de 49,22 % (4 060 votants sur 8 249 inscrits) contre 53,67 % au niveau départemental et 50,17 % au niveau national.
Au second tour, Marc Bolea et Christiane Mosnier (Union de la Droite) sont élus avec 61,01 % des suffrages exprimés et un taux de participation de 48,11 % (2 200 voix pour 3 969 votants et 8 249 inscrits).
Marc Boléa a soutenu Emmanuel Macron.
Marc Boléa n'est plus à l'UDI.

#### Élections de juin 2021
Le premier tour des élections départementales de 2021 est marqué par un très faible taux de participation (33,26 % au niveau national). Dans le canton du Puy-en-Velay-1, ce taux de participation est de 37,56 % (3 067 votants sur 8 166 inscrits) contre 40,17 % au niveau départemental. À l'issue de ce premier tour,  le binôme constitué de Michel Chapuis et Christianne Mosnier (DVD , 71,99 %), est élu avec 71,99 % des suffrages exprimés.

## Composition
| Nom                                     | Code Insee | Intercommunalité   | Superficie (km2) | Population (dernière pop. légale)               | Densité (hab./km2) | Modifier                                    |
| --------------------------------------- | ---------- | ------------------ | ---------------- | ----------------------------------------------- | ------------------ | ------------------------------------------- |
| Le Puy-en-Velay (bureau centralisateur) | 43157      | CA du Puy-en-Velay | 16,79            | Fraction : 5 376 (2022) Commune : 18 989 (2022) | 1 131              | modifier les données · modifier les données |
| Ceyssac                                 | 43045      | CA du Puy-en-Velay | 10,86            | 439 (2022)                                      | 40                 | modifier les données · modifier les données |
| Espaly-Saint-Marcel                     | 43089      | CA du Puy-en-Velay | 6,29             | 3 574 (2022)                                    | 568                | modifier les données · modifier les données |
| Vals-près-le-Puy                        | 43251      | CA du Puy-en-Velay | 5,12             | 3 392 (2022)                                    | 663                | modifier les données · modifier les données |
| Canton du Puy-en-Velay-1                | 4312       |                    |                  | 12 781 (2022)                                   |                    | modifier les données                        |

Le canton du Puy-en-Velay-1 comprend :
1. trois communes entières,
2. la partie de la commune du Puy-en-Velay située à l'ouest d'une ligne définie par l'axe des voies et limites suivantes : à partir de la limite territoriale de la commune de Cussac-sur-Loire, route nationale 88, avenue Baptiste-Marcet, avenue du Maréchal-Foch, avenue du Val-Vert, chemin du Chèvrefeuille jusqu'à la rue Centrale, axe de la rivière le Dolaizon, boulevard du Président-Bertrand, avenue André-Soulier, cours Victor-Hugo, place Michelet, rue Crozatier, rue Chaussade, place du Martouret, rue Courrerie, place du Plot, rue Pannessac, tour Pannessac, rue Ronzon, ligne de chemin de fer, jusqu'à la limite territoriale de la commune d'Espaly-Saint-Marcel.

## Démographie
En 2022, le canton comptait 12 781 habitants, en évolution de +6,33 % par rapport à 2016 (Haute-Loire : +0,36 %, France hors Mayotte : +2,11 %).
| 2013   | 2018   | 2022   |
| ------ | ------ | ------ |
| 12 096 | 12 572 | 12 781 |